# Luftangriffe auf Züge
Luftangriffe auf Züge sind in einer Reihe von Kriegen im 20. Jahrhundert immer wieder ausgeführt worden.

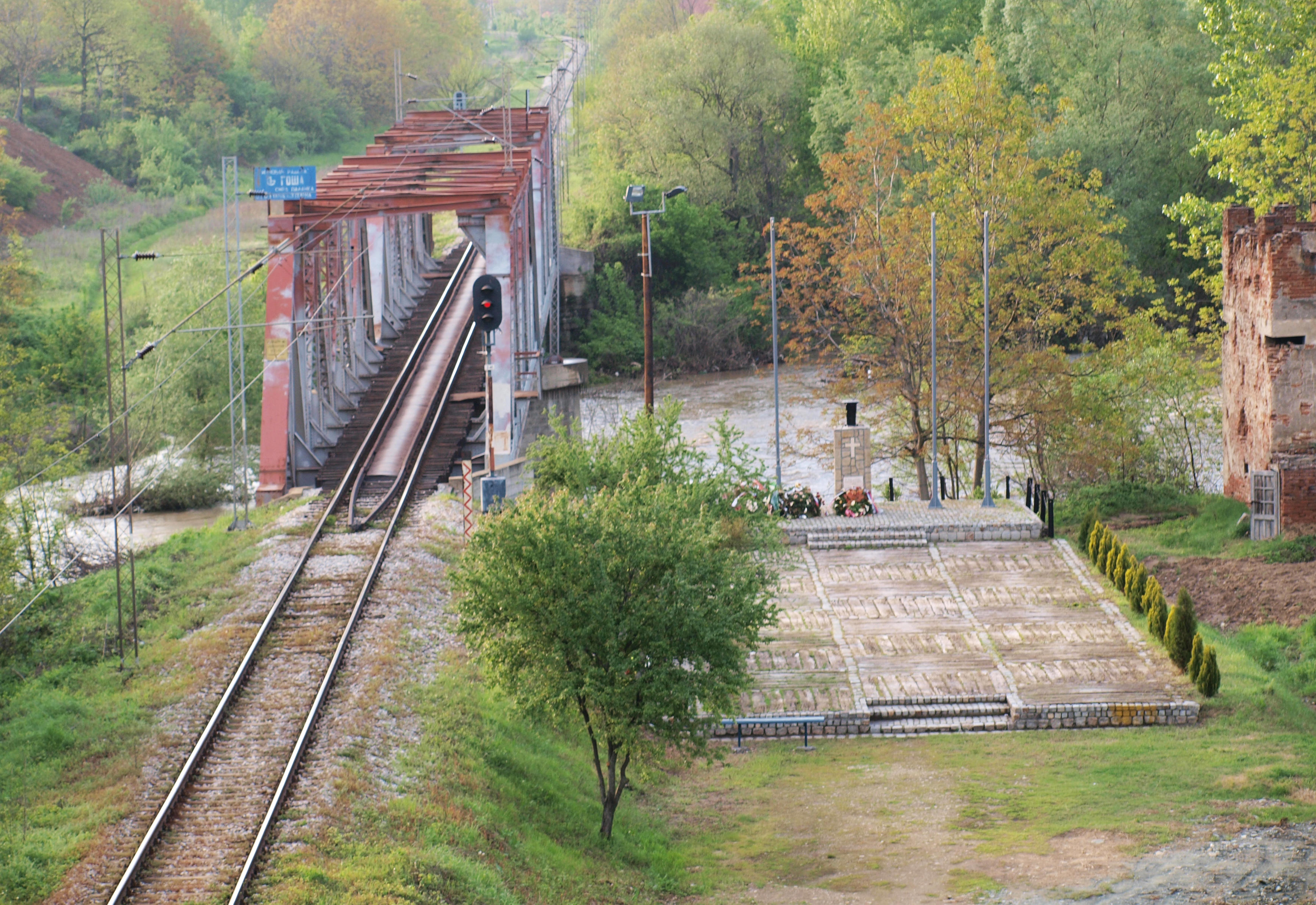
Brücke über die Morava und Gedenkstätte für die Opfer des Angriffs auf den D 393 bei Grdelica

## Zweiter Weltkrieg
- Eisenbahnunfall in Yunnan, China 1940
- Am Abend des 4. Oktober 1944 wurde der Zug Nr. 2021 von Frankfurt am Main nach Usingen auf der Bahnstrecke Friedrichsdorf–Albshausen kurz vor der Einfahrt in den Bahnhof Köppern von Tieffliegern angegriffen. Dabei starben 31 Menschen.[1]
- Bei einem Luftangriff auf den Bahnhof Elm am 25. November 1944 wurde das Empfangsgebäude komplett zerstört.[2]
- Bei einem Luftangriff wurde im Bahnhof Edenkoben am 5. Januar 1945 wurde auch ein Militärzug, der Munition und Treibstoff transportierte, von einer Fliegerbombe getroffen. Die folgende Explosion war so erheblich, dass das Empfangsgebäude zerstört wurde.[3]
- Bei einem drohenden Luftangriff auf einen Personenzug kuppelte die Lokmannschaft die Lokomotive vom Zug ab und fuhr weiter. Während die Tiefflieger die Lok beschossen, blieb der Wagenzug ohne Beschuss und die Reisenden konnten sich in Sicherheit bringen. Der Vorfall ereignete sich Anfang Januar 1945. Die Meldung enthält keine Ortsangabe.[4]
- Bei einem Luftangriff auf Waldkappel (Nordhessen) am 31. März 1945 wurde auch ein im Bahnhof Waldkappel stehender Munitionszug getroffen und explodierte. Das Empfangsgebäude wurde dadurch zerstört und das Bahnhofsumfeld stark beschädigt.[5] Dabei starben 17 Menschen.
- Bei einem Luftangriff auf den Bahnhof Zapfendorf am 1. April 1945 explodierte ein Munitionszug. 23 Menschen starben, das Dorf wurde nahezu vollständig zerstört.

## Weitere Luftangriffe
Beim Luftangriff von Songjiang starben 300 Menschen als am 8. September 1937 japanische Flugzeuge während des Zweiten Japanisch-Chinesischen Krieges einen mit Flüchtlingen überfüllten Zug angriffen, der im Bahnhof von  Songjiang stand.
Auch im Koreakrieg kam es zu Luftangriffen auf Züge.
Der Beschuss des D 393 bei Grdelica am 12. April 1999 war ein zweifacher Luftangriff seitens der NATO auf die Morava-Brücke während des Kosovokrieges bei Grdelica in Serbien, die gerade von dem Schnellzug D 393 Niš–Ristovac befahren wurde. Die Folge waren 14 Tote und 16 Verletzte.